# Liga Sudamericana de Clubes 2014
La Liga Sudamericana de Clubes 2014 fue la decimonovena edición del segundo torneo más importante de básquetbol a nivel de clubes en Sudamérica organizado por la ABASU y FIBA Américas. El torneo se disputó con la participación de equipos provenientes de ocho países: Argentina, Bolivia, Brasil, Colombia, Chile, Ecuador, Uruguay y Venezuela. Si bien se esperaba la participación de un equipo proveniente del Paraguay y un equipo del Perú, más tarde estos declinaron participar y la organización decidió invitar un equipo uruguayo y un equipo ecuatoriano más.
En septiembre uno de los dos equipos venezolanos, Guácharos de Monagas, se retiró de la competencia. Maturín hubiese sido la sede del Grupo D. El equipo Bauru de Brasil fue invitado en lugar del equipo venezolano y la sede del Grupo D fue Bauru.
La sede del Final four fue Bauru, donde el Bauru se consagró campeón por primera vez, tras vencer al otro equipo brasilero en esta instancia, el Mogi das Cruzes. Además de la obtención del título, clasificó a la Liga de las Américas 2015. Por su parte, el equipo argentino Boca Juniors derrotó al Malvín de Uruguay y finalizó como tercero de la competencia.

## Equipos participantes
| País              | Equipo                                                                 | Vía de clasificación |
| ----------------- | ---------------------------------------------------------------------- | --- |
| Argentina 3 cupos | Boca Juniors Argentino de Junín Libertad de Sunchales                  | 3.º en la Liga Nacional de Básquet 2013/14 4.º en la Liga Nacional de Básquet 2013/14 5.º en la Liga Nacional de Básquet 2013/14                      |
| Bolivia 1 cupo    | La Salle                                                               | Campeón de la Liga Boliviana de Básquetbol 2014 - Apertura                                                                                            |
| Brasil 3+1 cupos  | Mogi das Cruzes/Helbor UniCEUB/BRB/Brasília Winner/Kabum/Limeira Bauru | 4.° en el Novo Basquete Brasil 2013/2014 5.° en el Novo Basquete Brasil 2013/2014 6.º en el Novo Basquete Brasil 2013/2014 Invitado por FIBA Américas |
| Chile 1 cupo      | Tinguiririca San Fernando                                              | Campeón de la Liga Nacional de Básquetbol 2013-14 |
| Colombia 1 cupo   | Guerreros de Bogotá                                                    | Campeón de la Liga DirecTV de Baloncesto 2013-II |
| Ecuador 1+1 cupos | CKT de Ambato Importadora Alvarado                                     | Campeón de la Liga Ecuatoriana de Baloncesto 2013 Invitado por FIBA Américas                                                                          |
| Uruguay 2+1 cupos | Club Malvín Defensor Sporting Club Atlético Aguada                     | Campeón de la Liga Uruguaya de Básquetbol 2013/14 Subcampeón de la Liga Uruguaya de Básquetbol 2013/14 Invitado por FIBA Américas                     |
| Venezuela 1 cupo  | Aduaneros de Carabobo                                                  | Campeón de la Liga Nacional de Baloncesto 2013 |

## Modo de disputa
El torneo está dividido en tres etapas; la ronda preliminar, las semifinales y el final four.
Ronda preliminar
Los dieciséis participantes se dividen en cuatro grupos con cuatro sedes, una por grupo, donde disputan partidos dentro de cada grupo. A fin de puntuar, cada equipo recibe 2 puntos por victoria y uno por derrota. Los dos primeros de cada grupo avanzan a las semifinales, mientras que los demás dejan de participar.
Las sedes fueron:
- Grupo A: Mogi das Cruzes, Brasil.
- Grupo B: Ambato, Ecuador.
- Grupo C: Montevideo, Uruguay.
- Grupo D: Bauru, Brasil.

Semifinales
Los ocho equipos clasificados se dividen en dos grupos con dos sedes, una por grupo, donde disputan partidos dentro de cada grupo. A fin de puntuar, cada equipo recibe 2 puntos por victoria y uno por derrota. Los dos primeros de cada grupo avanzan al Final four, mientras que los demás dejan de participar.
Las sedes serán:
- Grupo E: Ciudad de Buenos Aires, Argentina.
- Grupo F: Mogi das Cruzes, Brasil.

Final Four
Los cuatro clasificados se enfrentan de manera tal que el primero de una semifinal juegue contra el segundo de la otra, en una sede licitada entre los participantes. Los ganadores de sus respectivos enfrentamientos clasifican a la final, mientras que los perdedores al partido por el tercer puesto.
El campeón clasifica automáticamente a la Liga de las Américas 2015.

## Ronda preliminar

### Grupo A; Mogi das Cruzes, Brasil
| Pos. | Equipo                | Pts | PJ | PG | PP | PF  | PC  | Dif |
| ---- | --------------------- | --- | -- | -- | -- | --- | --- | --- |
| 1.   | Malvín                | 6   | 3  | 3  | 0  | 238 | 188 | 50  |
| 2.   | Mogi das Cruzes       | 5   | 3  | 2  | 1  | 220 | 193 | 27  |
| 3.   | Libertad de Sunchales | 4   | 3  | 1  | 2  | 210 | 200 | 10  |
| 4.   | La Salle              | 3   | 3  | 0  | 3  | 164 | 251 | –87 |

|  | Clasificado a la siguiente fase del torneo. |

Los horarios corresponde al huso horario de Mogi das Cruzes, UTC –3:00.
| 30 de septiembre, 17:45 | Libertad                                             | 66–72                | Malvín                                                                            | Mogi das Cruzes                                                                       |  |
|                         | Parciales: 14 – 17, 20 – 19, 15 – 17, 17 – 19        |                      |                                                                                   |                                                                                       |  |
|                         | Estadísticas A. Alloatti 18 M. Fierro 10 K. Sheard 3 | Reporte Pts Reb Asts | Estadísticas 19 N. Mazzarino 8 R. Chaney 3 N. Mazzarino 3 F. Bavosi 3 F. Martínez | Pabellón: Ginásio Municipal Árbitros: Cristiano Maranho Roberto Vázquez Daniel García |  |

| 30 de septiembre, 20:00 | Mogi das Cruzes                               | 84–50                | La Salle                                       | Mogi das Cruzes                                                                 |  |
|                         | Parciales: 20 – 10, 19 – 9, 20 – 18, 25 – 13  |                      |                                                |                                                                                 |  |
|                         | Estadísticas Gerson 14 Gerson 10 Gustavinho 6 | Reporte Pts Reb Asts | Estadísticas 14 R. Young 13 D. Kante 6 M. Byró | Pabellón: Ginásio Municipal Árbitros: Jorge Vázquez Flavio Zavala Pedro Vásquez |  |

| 1 de octubre, 17:45 | La Salle                                           | 60–86                | Libertad                                              | Mogi das Cruzes                                                                     |  |
|                     | Parciales: 21 – 18, 10 – 20, 18 – 22, 11 – 26      |                      |                                                       |                                                                                     |  |
|                     | Estadísticas R. Young 22 R. Young 9 V. Fernández 2 | Reporte Pts Reb Asts | Estadísticas 25 B. Barovero 9 A. Alloatti 5 K. Sheard | Pabellón: Ginásio Municipal Árbitros: Cristiano Maranho Flavio Zavala Pedro Vásquez |  |

| 1 de octubre, 20:00 | Mogi das Cruzes                                                                                | 68–85                | Malvín                                                | Mogi das Cruzes                                                                   |  |
|                     | Parciales: 21 – 18, 15 – 24, 18 – 22, 14 – 21                                                  |                      |                                                       |                                                                                   |  |
|                     | Estadísticas S. Stallworth 17 Gerson 7 Gustavo Lima 2 S. Stallworth 2 T. Curnell 2 T. Gehrke 2 | Reporte Pts Reb Asts | Estadísticas 18 R. Newsome 5 R. Garcés 7 N. Mazzarino | Pabellón: Ginásio Municipal Árbitros: Jorge Vázquez Roberto Vázquez Daniel García |  |

| 2 de octubre, 17:45 | Malvín                                                              | 81–54                | La Salle                                      | Mogi das Cruzes                                                                     |  |
|                     | Parciales: 15 – 11, 14 – 17, 29 – 9, 23 – 17                        |                      |                                               |                                                                                     |  |
|                     | Estadísticas R. Chaney 23 R. Chaney 7 N. Mazzarino 4 G. Silvarrey 4 | Reporte Pts Reb Asts | Estadísticas 19 M. Byró 10 D. Kante 3 M. Byró | Pabellón: Ginásio Municipal Árbitros: Cristiano Maranho Daniel García Pedro Vásquez |  |

| 2 de octubre, 20:00 | Mogi das Cruzes                                                     | 68–58                | Libertad                                                         | Mogi das Cruzes                                                                   |  |
|                     | Parciales: 22 – 13, 17 – 15, 13 – 19, 16 – 11                       |                      |                                                                  |                                                                                   |  |
|                     | Estadísticas S. Stallworth 19 Gerson 11 Gustavo Lima 3 T. Curnell 3 | Reporte Pts Reb Asts | Estadísticas 15 S. Johnson 7 S. Johnson 2 J. Slider 2 J. Talpone | Pabellón: Ginásio Municipal Árbitros: Jorge Vázquez Roberto Vázquez Flavio Zavala |  |

### Grupo B; Ambato, Ecuador
| Pos. | Equipo                | Pts | PJ | PG | PP | PF  | PC  | Dif |
| ---- | --------------------- | --- | -- | -- | -- | --- | --- | --- |
| 1.   | CKT                   | 6   | 3  | 3  | 0  | 255 | 233 | 22  |
| 2.   | Boca Juniors          | 5   | 3  | 2  | 1  | 220 | 213 | 7   |
| 3.   | Tinguiririca SF       | 4   | 3  | 1  | 2  | 218 | 226 | –8  |
| 4.   | Aduaneros de Carabobo | 3   | 3  | 0  | 3  | 214 | 235 | –21 |

|  | Clasificado a la siguiente fase del torneo. |

Los horarios corresponde al huso horario de Ambato, UTC –5:00.
| 7 de octubre, 18:00 | Boca Juniors                                 | 68–65                | Tinguiririca                                 | Ambato                                                                                           |  |
|                     | Parciales: 18 – 20, 15 – 22, 22 – 15, 13 – 8 |                      |                                              |                                                                                                  |  |
|                     | Estadísticas I. Sosa 19 Riley 9 J. Treise 4  | Reporte Pts Reb Asts | Estadísticas 19 Morgan 8 Wilborn 2 Sepúlveda | Pabellón: Coliseo Mayor de Deportes Árbitros: Fernando Serpa Oliviera Juan Silva Diego Chiconato |  |

| 7 de octubre, 20:15 | CKT                                                    | 84–79                | Aduaneros                                  | Ambato                                                                                      |  |
|                     | Parciales: 23 – 17, 23 – 15, 14 – 24, 24 – 23          |                      |                                            |                                                                                             |  |
|                     | Estadísticas Oglivie 24 Carcelen y Oglivie 10 Barret 5 | Reporte Pts Reb Asts | Estadísticas 16 Valera 11 Valera 4 Manaure | Pabellón: Coliseo Mayor de Deportes Árbitros: Cristiano Maranho Richard Pereira Julio Anaya |  |

| 8 de octubre, 18:00 | Aduaneros                                     | 58–70                | Boca Juniors                                              | Ambato                                                                                       |  |
|                     | Parciales: 21 – 24, 10 – 14, 14 – 18, 13 – 14 |                      |                                                           |                                                                                              |  |
|                     | Estadísticas Farías 15 López 10 Morillo 5     | Reporte Pts Reb Asts | Estadísticas 14 Sosa 10 P. Calderón 3 Ramírez 3 J. Treise | Pabellón: Coliseo Mayor de Deportes Árbitros: Fernando Serpa Oliviera Juan Silva Julio Anaya |  |

| 8 de octubre, 20:15 | CKT                                           | 81–72                | Tinguiririca                                              | Ambato                                                                                          |  |
|                     | Parciales: 24 – 16, 15 – 14, 24 – 22, 18 – 20 |                      |                                                           |                                                                                                 |  |
|                     | Estadísticas Oglivie 25 Oglivie 14 Rodgers 8  | Reporte Pts Reb Asts | Estadísticas 13 Valencia 8 Wilborn 4 Carrasco 4 Sepúlveda | Pabellón: Coliseo Mayor de Deportes Árbitros: Cristiano Maranho Richard Pereira Diego Chiconato |  |

| 9 de octubre, 18:00 | Tinguiririca                                                 | 81–77                | Aduaneros                                     | Ambato                                                                                            |  |
|                     | Parciales: 18 – 22, 14 – 16, 18 – 13, 18 – 17 (T.E.: 13 – 9) |                      |                                               |                                                                                                   |  |
|                     | Estadísticas Sepúlveda 18 Wilborn 14 Carrasco 9              | Reporte Pts Reb Asts | Estadísticas 24 Manaure 14 Carrillo 5 Morillo | Pabellón: Coliseo Mayor de Deportes Árbitros: Fernando Serpa Oliviera Richard Pereira Julio Anaya |  |

| 9 de octubre, 20:15 | CKT                                                    | 90–82                | Boca Juniors                                | Ambato                                                                                     |  |
|                     | Parciales: 31 – 16, 24 – 21, 14 – 26, 21 – 19          |                      |                                             |                                                                                            |  |
|                     | Estadísticas Rodgers y Barrett 25 Rodgers 8 Rodgers 10 | Reporte Pts Reb Asts | Estadísticas 24 Sandes 7 Sandes 9 J. Treise | Pabellón: Coliseo Mayor de Deportes Árbitros: Cristiano Maranho Juan Silva Diego Chiconato |  |

### Grupo C; Montevideo, Uruguay
| Pos. | Equipo               | Pts | PJ | PG | PP | PF  | PC  | Dif |
| ---- | -------------------- | --- | -- | -- | -- | --- | --- | --- |
| 1.   | Limeira 1            | 5   | 3  | 2  | 1  | 247 | 194 | 53  |
| 2.   | Argentino de Junín 1 | 5   | 3  | 2  | 1  | 225 | 217 | 8   |
| 3.   | Aguada 1             | 5   | 3  | 2  | 1  | 255 | 237 | 18  |
| 4.   | Importadora Alvarado | 3   | 3  | 0  | 3  | 203 | 282 | –79 |

|  | Clasificado a la siguiente fase del torneo. |

Los horarios corresponde al huso horario de Montevideo, Horario de verano, UTC –2:00.
1: Ante la igualdad en puntos entre los tres equipos, la clasificación se determinó por los resultados mutuos entre los equipos. Limeira terminó con +12 en la diferencia de tantos, Argentino de Junín con –5 y Aguada con –7.
| 14 de octubre, 18:45 | Argentino (J)                                | 63–77                | Limeira                                     | Montevideo                                                                                     |  |
|                      | Parciales: 23 – 21, 13 – 19, 7 – 24, 20 – 13 |                      |                                             |                                                                                                |  |
|                      | Estadísticas Stewart 14 Stewart 11 Balbi 4   | Reporte Pts Reb Asts | Estadísticas 13 Ramos 10 Fiorotto 6 Nezinho | Pabellón: Estadio Club Atlético Aguada Árbitros: José Reyes Antonio Vega José Hernán Melgarejo |  |

| 14 de octubre, 21:00 | Aguada                                                   | 106–81               | Importadora Alvarado                                  | Montevideo                                                                                         |  |
|                      | Parciales: 29 – 18, 28 – 13, 25 – 26, 24 – 24            |                      |                                                       | |  |
|                      | Estadísticas Hornsby 19 Borsellino 10 Cortizas Saucedo 5 | Reporte Pts Reb Asts | Estadísticas 25 Cardenas Zambrano 6 Ruffus 5 Roberson | Pabellón: Estadio Club Atlético Aguada Árbitros: Roberto Vázquez Robinson Aracena Roberto Oliveros |  |

| 15 de octubre, 18:45 | Importadora Alvarado                                | 57–98                | Limeira                                     | Montevideo                                                                                           |  |
|                      | Parciales: 19 – 32, 15 – 19, 11 – 31, 12 – 16       |                      |                                             | |  |
|                      | Estadísticas Roberson 17 Mina 5 Cardenas Zambrano 3 | Reporte Pts Reb Asts | Estadísticas 22 Dalla 14 Fiorotto 9 Nezinho | Pabellón: Estadio Club Atlético Aguada Árbitros: Antonio Vega Robinson Aracena José Hernán Melgarejo |  |

| 15 de octubre, 21:00 | Aguada                                                 | 75–84                | Argentino (J)                                      | Montevideo                                                                                   |  |
|                      | Parciales: 12 – 23, 19 – 16, 22 – 25, 22 – 20          |                      |                                                    |                                                                                              |  |
|                      | Estadísticas Hornsby 19 Feeley 11 Jennings 3 Trelles 3 | Reporte Pts Reb Asts | Estadísticas 15 Stewart 7 Cobos y Stewart 10 Balbi | Pabellón: Estadio Club Atlético Aguada Árbitros: José Reyes Roberto Vázquez Roberto Oliveros |  |

| 16 de octubre, 18:45 | Argentino (J)                                 | 78–65                | Importadora Alvarado                                             | Montevideo                                                                                              |  |
|                      | Parciales: 26 – 11, 21 – 18, 18 – 18, 13 – 18 |                      |                                                                  | |  |
|                      | Estadísticas Owens 15 Cobos 10 Balbi 11       | Reporte Pts Reb Asts | Estadísticas 24 Roberson 7 Cardenas Zambrano 6 Cardenas Zambrano | Pabellón: Estadio Club Atlético Aguada Árbitros: Roberto Vázquez Roberto Oliveros José Hernán Melgarejo |  |

| 16 de octubre, 21:00 | Aguada                                                        | 74–72                | Limeira                                       | Montevideo                                                                                |  |
|                      | Parciales: 14 – 18, 13 – 10, 19 – 20, 14 – 12 (T.E.: 14 – 12) |                      |                                               |                                                                                           |  |
|                      | Estadísticas Hornsby 16 Feeley 9 Izuibejeres 5                | Reporte Pts Reb Asts | Estadísticas 19 Jackson 14 Fiorotto 5 Jackson | Pabellón: Estadio Club Atlético Aguada Árbitros: José Reyes Antonio Vega Robinson Aracena |  |

### Grupo D; Bauru, Brasil
| Pos. | Equipo                | Pts | PJ | PG | PP | PF  | PC  | Dif |
| ---- | --------------------- | --- | -- | -- | -- | --- | --- | --- |
| 1.   | Bauru                 | 6   | 3  | 3  | 0  | 270 | 221 | 49  |
| 2.   | Brasília 1            | 4   | 3  | 1  | 2  | 267 | 265 | 2   |
| 3.   | Defensor Sporting 1   | 4   | 3  | 1  | 2  | 270 | 282 | –12 |
| 4.   | Guerreros de Bogotá 1 | 4   | 3  | 1  | 2  | 222 | 261 | –39 |

|  | Clasificado a la siguiente fase del torneo. |

Los horarios corresponde al huso horario de Bauru, Horario de verano, UTC –2:00.
1: Ante la igualdad en puntos entre los tres equipos, la clasificación se determinó por los resultados mutuos entre los equipos. UniCEUB terminó con +12 en la diferencia de tantos, Defensor Sporting con +2 y Guerreros de Bogotá con –14.
| 21 de octubre, 17:45 | Brasília                                                      | 99–107               | Defensor Sporting                            | Bauru                                                                                    |  |
|                      | Parciales: 28 – 18, 16 – 23, 16 – 20, 28 – 27 (T.E.: 11 – 19) |                      |                                              |                                                                                          |  |
|                      | Estadísticas Arthur Silva 21 G. Giovannoni 10 Fulvio 13       | Reporte Pts Reb Asts | Estadísticas 24 Danringe 6 Wachsmann 4 Cabot | Pabellón: Ginásio Panela de Pressão Árbitros: Daniel Rodrigo Juan Silva Leonardo Zalazar |  |

| 21 de octubre, 20:00 | Bauru                                                             | 88–63                | Guerreros                                                       | Bauru                                                                                      |  |
|                      | Parciales: 30 – 14, 15 – 9, 28 – 19, 15 – 21                      |                      |                                                                 |                                                                                            |  |
|                      | Estadísticas Fischer y Gui Deodato 19 R. Hettsheimeir 7 Fischer 7 | Reporte Pts Reb Asts | Estadísticas 17 Ortíz y Asprilla 17 Asprilla 4 Asprilla 4 Bacci | Pabellón: Ginásio Panela de Pressão Árbitros: Diego Rougier Humberto Muñoz Leandro Lezcano |  |

| 22 de octubre, 17:45 | Guerreros                                            | 70–90                | Brasília                                            | Bauru                                                                                         |  |
|                      | Parciales: 20 – 20, 15 – 19, 19 – 31, 16 – 20        |                      |                                                     |                                                                                               |  |
|                      | Estadísticas Bacci 25 Asprilla 7 Bacci 6 Belthelmy 6 | Reporte Pts Reb Asts | Estadísticas 24 G. Giovannoni 11 Cipolini 10 Fulvio | Pabellón: Ginásio Panela de Pressão Árbitros: Leandro Lezcano Humberto Muñoz Leonardo Zalazar |  |

| 22 de octubre, 20:00 | Bauru                                                  | 94–80                | Defensor Sporting                                            | Bauru                                                                                 |  |
|                      | Parciales: 15 – 22, 30 – 23, 22 – 14, 27 – 21          |                      |                                                              |                                                                                       |  |
|                      | Estadísticas Alex Garcia 27 R. Hettsheimeir 8 Taylor 5 | Reporte Pts Reb Asts | Estadísticas 20 Danridge 4 Cabot y Dobbins 3 Cabot 3 Dobbins | Pabellón: Ginásio Panela de Pressão Árbitros: Daniel Rodrigo Diego Rougier Juan Silva |  |

| 23 de octubre, 17:45 | Defensor Sporting                                             | 83–89                | Guerreros                                     | Bauru                                                                                    |  |
|                      | Parciales: 17 – 22, 21 – 20, 19 – 15, 11 – 11 (T.E.: 15 – 21) |                      |                                               |                                                                                          |  |
|                      | Estadísticas Haller 18 Wachsmann 9 Álvarez 4                  | Reporte Pts Reb Asts | Estadísticas 19 Belthelmy 12 Asprilla 7 Bacci | Pabellón: Ginásio Panela de Pressão Árbitros: Humberto Muñoz Leonardo Zalazar Juan Silva |  |

| 23 de octubre, 20:00 | Bauru                                         | 88–78                | Brasília                                                       | Bauru                                                                                      |  |
|                      | Parciales: 25 – 20, 17 – 19, 23 – 20, 23 – 19 |                      |                                                                |                                                                                            |  |
|                      | Estadísticas Day 20 Day 7 Taylor 7            | Reporte Pts Reb Asts | Estadísticas 17 G. Giovannoni 5 Arthur Silva 5 Fulvio 6 Fulvio | Pabellón: Ginásio Panela de Pressão Árbitros: Daniel Rodrigo Diego Rougier Leandro Lezcano |  |

## Semifinales

### Grupo E; Buenos Aires, Argentina
| Pos. | Equipo             | Pts | PJ | PG | PP | PF  | PC  | Dif |
| ---- | ------------------ | --- | -- | -- | -- | --- | --- | --- |
| 1.   | Boca Juniors       | 5   | 3  | 2  | 1  | 232 | 225 | 7   |
| 2.   | Malvín             | 5   | 3  | 2  | 1  | 235 | 212 | 23  |
| 3.   | Argentino de Junín | 4   | 3  | 1  | 2  | 222 | 242 | –20 |
| 4.   | Limeira            | 4   | 3  | 1  | 2  | 235 | 245 | –10 |

|  | Clasificado a la siguiente fase del torneo. |

Los horarios corresponde al huso horario de la Ciudad de Buenos Aires, UTC –3.
Las posiciones se determinaron por sistema olímpico, el ganador del duelo entre los empatados se ubica en la posición superior.
| 4 de noviembre, 19:00 | Malvín                                                                  | 84–61                | Argentino (J)                                      | Ciudad de Buenos Aires                                                                        |  |
|                       | Parciales: 24 – 11, 21 – 15, 14 – 20, 25 – 15                           |                      |                                                    |                                                                                               |  |
|                       | Estadísticas G. Silvarrey 14 Calfani, Bavosi y Gransberry 5 F. Bavosi 6 | Reporte Pts Reb Asts | Estadísticas 15 D. Stewart 6 D. Stewart 5 F. Balbi | Pabellón: Estadio Obras Sanitarias Árbitros: Antonio Vega José Hernán Melgarejo Flavio Zavala |  |

| 4 de noviembre, 21:15 | Boca Juniors                                          | 76–82                | Limeira                                          | Ciudad de Buenos Aires                                                                       |  |
|                       | Parciales: 19 – 17, 24 – 20, 17 – 17, 16 – 28         |                      |                                                  |                                                                                              |  |
|                       | Estadísticas J. Treise 18 F. Ramírez 10 L. Faggiano 4 | Reporte Pts Reb Asts | Estadísticas 26 Nezinho 10 B. Fiorotto 9 Nezinho | Pabellón: Estadio Obras Sanitarias Árbitros: Roberto Vázquez Roberto Oliveros José Luis Juyo |  |

| 5 de noviembre, 19:00 | Malvín                                                 | 84–73                | Limeira                                                                    | Ciudad de Buenos Aires                                                                   |  |
|                       | Parciales: 13 – 19, 25 – 10, 27 – 20, 19 – 24          |                      |                                                                            |                                                                                          |  |
|                       | Estadísticas F. Martínez 27 M. Calfani 6 F. Martínez 5 | Reporte Pts Reb Asts | Estadísticas 20 Mineiro De Souza 7 Teichmann 2 B. Fiorotto 2 Matheus Dalla | Pabellón: Estadio Obras Sanitarias Árbitros: Antonio Vega Roberto Oliveros Flavio Zavala |  |

| 5 de noviembre, 21:15 | Argentino (J)                                  | 76–78                | Boca Juniors                                       | Ciudad de Buenos Aires                                                                            |  |
|                       | Parciales: 11 – 24, 24 – 15, 18 – 20, 23 – 19  |                      |                                                    |                                                                                                   |  |
|                       | Estadísticas F. Balbi 22 H. Owens 9 F. Balbi 9 | Reporte Pts Reb Asts | Estadísticas 26 I. Sosa 10 P. Calderón 5 M. Sandes | Pabellón: Estadio Obras Sanitarias Árbitros: Roberto Vázquez José Hernán Melgarejo José Luis Juyo |  |

| 7 de noviembre, 19:00 | Limeira                                            | 80–85                | Argentino (J)                                              | Ciudad de Buenos Aires                                                                    |  |
|                       | Parciales: 22 – 18, 9 – 24, 21 – 16, 28 – 27       |                      |                                                            |                                                                                           |  |
|                       | Estadísticas D, Jackson 25 M. De Souza 8 Nezinho 5 | Reporte Pts Reb Asts | Estadísticas 21 Franco Balbi 7 Franco Balbi 9 Franco Balbi | Pabellón: Estadio Obras Sanitarias Árbitros: Roberto Vázquez Flavio Zavala José Luis Juyo |  |

| 7 de noviembre, 21:15 | Boca Juniors                                         | 78–67                | Malvín                                                | Ciudad de Buenos Aires                                                                           |  |
|                       | Parciales: 20 – 20, 19 – 12, 22 – 18, 17 – 17        |                      |                                                       |                                                                                                  |  |
|                       | Estadísticas J. Treise 27 M. Sandes 12 P. Calderón 6 | Reporte Pts Reb Asts | Estadísticas 18 R. Garcés 12 R. Garcés 4 N. Mazzarino | Pabellón: Estadio Obras Sanitarias Árbitros: Antonio Vega Roberto Oliveros José Hernán Melgarejo |  |

### Grupo F; Mogi das Cruzes, Brasil
| Pos. | Equipo          | Pts | PJ | PG | PP | PF  | PC  | Dif |
| ---- | --------------- | --- | -- | -- | -- | --- | --- | --- |
| 1.   | Bauru           | 6   | 3  | 3  | 0  | 296 | 248 | +48 |
| 2.   | Mogi das Cruzes | 5   | 3  | 2  | 1  | 265 | 228 | +37 |
| 3.   | Brasília        | 4   | 3  | 1  | 2  | 242 | 254 | –12 |
| 4.   | CKT             | 3   | 3  | 0  | 3  | 217 | 290 | –73 |

|  | Clasificado a la siguiente fase del torneo. |

Los horarios corresponde al huso horario de Mogi das Cruzes, Horario de verano, UTC –2:00.
| 11 de noviembre, 17:45 | Bauru                                                  | 95–87                | Brasília                                                  | Mogi das Cruzes                                                                                           |  |
|                        | Parciales: 15 – 27, 25 – 22, 40 – 13, 15 – 25          |                      |                                                           | |  |
|                        | Estadísticas R. Day 32 R. Hettsheimeir 13 R. Fischer 7 | Reporte Pts Reb Asts | Estadísticas 25 G. Giovannoni 7 G. Giovannoni 5 D. Hobson | Pabellón: Ginásio Municipal Professor Hugo Ramos Árbitros: Cristiano Maranho Marcos Benito Juan Fernández |  |

| 11 de noviembre, 20:00 | Mogi das Cruzes                                           | 95–67                | CKT                                                     | Mogi das Cruzes                                                                                                   |  |
|                        | Parciales: 18 – 15, 26 – 13, 32 – 18, 19 – 21             |                      |                                                         | |  |
|                        | Estadísticas S. Stallworth 20 A. Castellar 8 T. Curnell 5 | Reporte Pts Reb Asts | Estadísticas 16 C. Crawford 19 C. Crawford 6 S. Rodgers | Pabellón: Ginásio Municipal Professor Hugo Ramos Árbitros: Roberto Vázquez Fabricio Vito Alejandro Sánchez Varela |  |

| 12 de noviembre, 17:45 | CKT                                                  | 83–110               | Bauru                                                           | Mogi das Cruzes |  |
|                        | Parciales: 20 – 31, 32 – 25, 10 – 27, 21 – 27        |                      |                                                                 | |  |
|                        | Estadísticas S. Rodgers 23 C. Crawford 7 R. Barret 6 | Reporte Pts Reb Asts | Estadísticas 34 R. Hettsheimeir 7 R. Hettsheimeir 13 R. Fischer | Pabellón: Ginásio Municipal Professor Hugo Ramos Árbitros: Roberto Vázquez Juan Fernández Alejandro Sánchez Varela |  |

| 12 de noviembre, 20:00 | Brasília                                             | 70–92                | Mogi das Cruzes                                          | Mogi das Cruzes                                                                                          |  |
|                        | Parciales: 14 – 22, 19 – 20, 25 – 25, 12 – 25        |                      |                                                          | |  |
|                        | Estadísticas L. Hickerson 14 D. Hobson 6 D. Hobson 4 | Reporte Pts Reb Asts | Estadísticas 23 S. Stallworth 10 P. Prestes 5 T. Curnell | Pabellón: Ginásio Municipal Professor Hugo Ramos Árbitros: Cristiano Maranho Marcos Benito Fabricio Vito |  |

| 13 de noviembre, 17:45 | Brasília                                            | 85–67                | CKT                                                    | Mogi das Cruzes                                                                                                  |  |
|                        | Parciales: 24 – 19, 24 – 11, 25 – 18, 12 – 19       |                      |                                                        | |  |
|                        | Estadísticas G. Giovannoni 21 R. Reis 9 D. Hobson 6 | Reporte Pts Reb Asts | Estadísticas 23 S. Rodgers 12 C. Crawford 4 S. Rodgers | Pabellón: Ginásio Municipal Professor Hugo Ramos Árbitros: Juan Fernández Fabricio Vito Alejandro Sánchez Varela |  |

| 13 de noviembre, 20:00 | Mogi das Cruzes                                  | 78–91                | Bauru                                                     | Mogi das Cruzes                                                                                            |  |
|                        | Parciales: 17 – 25, 17 – 19, 17 – 28, 27 – 19    |                      |                                                           | |  |
|                        | Estadísticas P. Macedo 23 Gerson 13 De Olivera 4 | Reporte Pts Reb Asts | Estadísticas 21 R. Fischer 7 R. Hettsheimeir 5 R. Fischer | Pabellón: Ginásio Municipal Professor Hugo Ramos Árbitros: Cristiano Maranho Roberto Vázquez Marcos Benito |  |

## Final four
|  | Semifinales     | Semifinales     |    |              | Final           | Final           |  |
|  | 25 de noviembre | 25 de noviembre |    |              | 27 de noviembre | 27 de noviembre |  |
|  |                 |                 |    |              |                 |                 |  |
|  |                 |                 |    |              |                 |                 |  |
|  | Boca Juniors    | 85              |    |              |                 |                 |  |
|  | Mogi das Cruzes | 87              |    |              |                 |                 |  |
|  |                 |                 |    |              |                 |                 |  |
|  |                 |                 |    |              |                 |                 |  |
|  |                 |                 |    |              | Mogi das Cruzes | 53              |  |
|  |                 | Bauru           | 79 |              |                 |                 |  |
|  |                 |                 |    |              |                 |                 |  |
|  |                 |                 |    |              |                 |                 |  |
|  |                 |                 |    |              | Tercer puesto   |                 |  |
|  |                 |                 |    |              |                 |                 |  |
|  | Bauru           | 103             |    | Boca Juniors | 76              |                 |  |
|  | Malvín          | 57              |    |              | Malvín          | 75              |  |

### Semifinales
Los horarios corresponde al huso horario de Bauru, Horario de verano, UTC –2:00.
| 25 de noviembre, 19:15 | Boca Juniors                                                  | 85–87                | Mogi das Cruzes                                      | Bauru                                                                                       |  |
|                        | Parciales: 17 – 14, 16 – 17, 17 – 26, 25 – 18 (T.E.: 10 – 12) |                      |                                                      |                                                                                             |  |
|                        | Estadísticas P. Calderón 18 P. Calderón 12 J. Treise 5        | Reporte Pts Reb Asts | Estadísticas 29 S. Stallworth 15 T. Curnell 6 Elinho | Pabellón: Ginásio Panela de Pressão Árbitros: Jorge Vázquez Humberto Muñóz Hernán Melgarejo |  |

| 25 de noviembre, 21:30 | Bauru                                                                          | 103–57               | Malvín                                          | Bauru                                                                                |  |
|                        | Parciales: 31 – 18, 28 – 12, 24 – 17, 20 – 10                                  |                      |                                                 |                                                                                      |  |
|                        | Estadísticas Alex Garcia 19 Jefferson, Thiago Rosa y Murilo Becker 7 Fischer 5 | Reporte Pts Reb Asts | Estadísticas 11 R. Garcés 10 R. Garcés 4 Bavosi | Pabellón: Ginásio Panela de Pressão Árbitros: Pablo Estévez José Reyes Flavio Zavala |  |

### Tercer puesto
| 27 de noviembre, 19:15 | Boca Juniors                                           | 76–75                | Malvín                                                         | Bauru                                                                                       |  |
|                        | Parciales: 14 – 16, 24 – 14, 18 – 22, 20 – 23          |                      |                                                                |                                                                                             |  |
|                        | Estadísticas M. Sandes 17 P. Calderón 12 P. Calderón 5 | Reporte Pts Reb Asts | Estadísticas 14 R. Garcés y Chaney 7 R. Newsome 7 N. Mazzarino | Pabellón: Ginásio Panela de Pressão Árbitros: Humberto Muñóz Flavio Zavala Hernán Melgarejo |  |

### Final
| 27 de noviembre, 21:30 | Mogi das Cruzes                                                                                  | 53–79                | Bauru                                                      | Bauru                                                                                |  |
|                        | Parciales: 11 – 25, 11 – 20, 18 – 21, 13 – 13                                                    |                      |                                                            |                                                                                      |  |
|                        | Estadísticas T. Curnell y T. Gehrke 11 T. Gehrke 7 S. Stallworth 2 E. Corazza 2 J. De Oliveira 2 | Reporte Pts Reb Asts | Estadísticas 18 R. Hettsheimeir 13 Jefferson 8 Alex Garcia | Pabellón: Ginásio Panela de Pressão Árbitros: Pablo Estévez Jorge Vázquez José Reyes |  |

Bauru

Campeón

Primer título

## Estadísticas
| Máximas anotadoras | Máximas anotadoras | Máximas anotadoras | Máximas anotadoras |
| Jugador            | Equipo             | Anotaciones        | prom               |
| ------------------ | ------------------ | ------------------ | ------------------ |
| Robert Day         | Bauru              | 133                | 16,6               |
| G. Giovannoni      | Brasília           | 132                | 22,0               |
| R. Hettsheimeir    | Bauru              | 132                | 16,5               |
| Scott Rodgers      | CKT                | 126                | 21,0               |
| S. Stallworth      | Mogi das Cruzes    | 121                | 17,3               |

| Más rebotes     | Más rebotes     | Más rebotes | Más rebotes |
| Jugador         | Equipo          | Reb         | prom        |
| --------------- | --------------- | ----------- | ----------- |
| Gerson          | Mogi das Cruzes | 69          | 8,6         |
| P. Calderón     | Boca Juniors    | 64          | 8,0         |
| Bruno Fiorotto  | Limeira         | 57          | 9,5         |
| R. Hettsheimeir | Bauru           | 54          | 6,8         |
| Rubén Garcés    | Malvín          | 51          | 6,4         |

| Más asistencias | Más asistencias | Más asistencias | Más asistencias |
| Jugador         | Equipo          | as              | prom            |
| --------------- | --------------- | --------------- | --------------- |
| F. Balbi        | Argentino (J)   | 48              | 8,0             |
| Ricardo Fischer | Bauru           | 45              | 5,6             |
| Scott Rodgers   | CKT             | 32              | 5,3             |
| J. Treise       | Boca Juniors    | 30              | 3,8             |
| Fúlvio          | Brasília        | 30              | 5,0             |